# ジュリアス・ワトキンス
ジュリアス・ワトキンス（Julius Watkins、1921年10月10日 - 1977年4月4日）は、ジャズのフレンチ・ホルン奏者。
アメリカ・ミシガン州デトロイト生まれ。
ミルト・ジャクソン、ケニー・クラーク、セロニアス・モンク、デューク・ジョーダン、ハンク・モブレー、アート・ブレイキー、フレディ・ハバード、チャーリー・ラウズ、ジミー・ヒース、シダー・ウォルトンらと共演。
レーベルはサヴォイ、プレスティッジ、リバーサイド、ブルーノートに録音を残している。

## ディスコグラフィ

### リーダー・アルバム
- 『ジュリアス・ワトキンス・セクステット』 - Julius Watkins Sextet (1954年、Blue Note)
- 『ジュリアス・ワトキンス・セクステット Vol 2』 - Julius Watkins Sextet, Vol 2 (1955年、Blue Note)
- 『夜の誘惑のムード』 - French Horns for My Lady (1962年、Phillips)

ル・モード/ジャズ・モーズ with チャーリー・ラウズ
- Jazzville Vol. 1 (1956年、Dawn) ※Gene Quill-Dick Sherman Quintetとのスプリット
- 『レ・ジャズ・モード』 - Les Jazz Modes (1957年、Dawn)
- 『ムード・イン・スカーレット』 - Mood in Scarlet (1957年、Dawn) ※ル・モード名義
- 『モスト・ハッピー・フェラ』 - The Most Happy Fella (1958年、Atlantic) ※ジャズ・モーズ名義
- The Jazz Modes (1959年、Atlantic)

ジャズ・コンテンポラリーズ (ジョージ・コールマン、クリフォード・ジョーダン、ハロルド・メイバーン、ラリー・リドリー、キーノ・デューク)
- 『リーズンズ・イン・トーナリティ』 - Reasons in Tonality (1972年、Strata-East)